# Detroit Free Press
«Детройт фри пресс» (англ. Detroit Free Press переводится как «Детройтская свободная печать») — первая по популярности газета в Детройте (США). Как и основная часть американских газет создана как региональное издание.

## История
Изначально публиковалась под названием Democratic Free Press and Michigan Intelligencer (с мая 1831 года). Первые выпуски напечатаны на типографском станке, купленном у мичиганской газеты Oakland Chronicle; оборудование управлялось вручную двумя полиграфистами и производило до 250 экземпляров в час.
В декабре 2008 года издатель (Detroit Media Partnership) объявил о сокращении подписки до двух выпусков в неделю (четверг и пятница); в остальные дни продажа только в розницу, объёмом в 32 полосы. Этот цикл введён в действие 30 марта 2009 года.